# 쿼리 바이 이그잼플

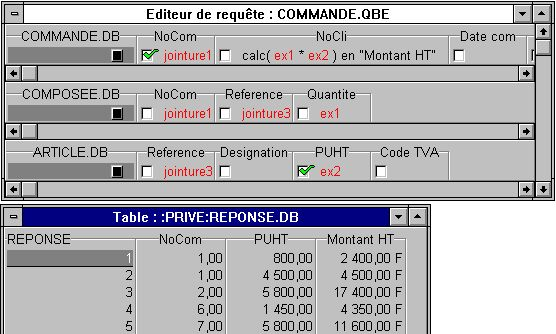

쿼리 바이 이그잼플(Query by Example, QBE)은 관계형 데이터베이스를 위한 데이터베이스 질의어이다. 1970년대 중반 IBM 리서치의 Moshé M. Zloof가 SQL의 개발과 병렬로 고안한 것이다. 최초의 그래피컬 질의어로서, 사용자가 명령, 예시 요소, 조건을 입력하는 시각적 테이블을 사용한다. 처음에는 데이터 검색 목적용으로 한정되었으나 QBE는 나중에 삽입, 삭제, 업데이트, 임시 테이블 생성 등 다른 명령으로까지 확장되었다.

## 예시
공급자와 부품 데이터베이스(Suppliers and Parts database)를 사용한 예시는 어떻게 QBE가 동작하는지를 아래와 같이 설명한다.
| S | S#   | SNAME | OWNER  | SCITY |
| - | ---- | ----- | ------ | ----- |
|   | P.SX |       | J. DOE | ROME  |

## 일반적 기법
폼(Form) B 예시:
```
.....Name: Bob
..Address:
.....City:
....State: TX
..Zipcode:
```

결과물 SQL:
```
SELECT
 
*
 
FROM
 
Contacts
 
WHERE
 
Name
=
'Bob'
 
AND
 
State
=
'TX'
;

```

"Address"가 비어있기 때문에 이를 위한 절(clause)이 없다. 폼 C의 예:
```
.....Name:
..Address:
.....City: Sampleton
....State:
..Zipcode: 12345
```

결과물 SQL:
```
SELECT
 
*
 
FROM
 
Contacts
 
WHERE
 
City
=
'Sampleton'
 
AND
 
Zipcode
=
'12345'
;

```

## 같이 보기
- CRUD
- 그래프QL

## 참고 자료
- Zloof, Moshé M (May 1975), 〈Query by Example〉, 《NCC》 (proceedings) 44, Anaheim, California: AFIPS.
- Ramakrishnan, Raghu; Gehrke, Johannes, 〈6. QBE〉 (PDF), 《Database Management Systems》 3판, Wisc.
- Date, Christopher ‘Chris’ J. (2004), 〈8. Relational Calculus〉, 《An Introduction to Database Systems》, Addison‐Wesley Pearson, 242–7쪽, ISBN 978-0-321-18956-1.
- 《Oracle Definitions》, Tech target.
- Zaiane, 〈5〉, 《CC 354 notes》, Canada: SFI.